# Wormaldia thyria
Wormaldia thyria är en nattsländeart som beskrevs av Donald G. Denning 1950. Wormaldia thyria ingår i släktet Wormaldia och familjen stengömmenattsländor. Inga underarter finns listade i Catalogue of Life.